# Armsel Striker
L'Armsel Striker (con le varianti Sentinel Arms Co Striker-12, Protecta, Protecta Bulldog, e Cobray/SWD Street Sweeper) è un fucile a canna liscia semiautomatico calibro 12 progettato per il controllo delle rivolte e per il combattimento.

## Creazione
Il fucile fu progettato in Rhodesia da Hilton Walker all'inizio degli anni ottanta. Successivamente Walker si spostò in Sudafrica portando con sé il progetto dello Striker. L'arma divenne un successo venendo esportata in tutte le parti del mondo, ma malgrado ciò la progettazione non era perfetta. Il caricatore rotante a tamburo era ingombrante, aveva un lungo tempo di ricarica e il meccanismo di base aveva alcuni difetti.
Walker riprogettò la sua arma alla fine degli anni Ottanta, rimuovendo il meccanismo di rotazione del cilindro ed aggiungendone uno di espulsione automatica dei bossoli. La nuova arma venne chiamata Protecta.

## Progettazione e caratteristiche
Il meccanismo dell'arma è simile a quello di un revolver, dal momento che si utilizza un caricatore rotante. Dal momento che lo Striker monta un grilletto a doppia azione più o meno convenzionale ed un cilindro molto grande rispetto alle pistole, Walker aggiunse una molla pretensionata per ruotare il serbatoio in senso orario. Questo però rese il processo di caricamento lento e inefficace, per cui si cambiò il progetto aggiungendo una leva di armamento sul lato destro della canna.
I primi modelli furono criticati per avere un meccanismo di fuoco lento ed ingombrante; l'ultima versione invece ha una leva usata per liberare la camera di scoppio simile a quella usata nei fucili a pompa convenzionali.
Lo Striker è considerato unico nel suo genere data l'elevata capacità del caricatore e la lunghezza contenuta.

## Varianti
- Armsel Striker: questo fu il primo progetto di Hilton Walker. Prima di sparare occorreva caricare la molla del tamburo manualmente;
- Armsel Protecta: versione migliorata dello Striker. Con questo modello non occorre più caricare la molla del cilindro prima di sparare;
- Armsel Protecta Bulldog: versione corta e senza calcio dell'Armsel Protecta. Intesa per l'uso all'interno di edifici e per il servizio a bordo di veicoli;
- Sentinel Arms Striker-12: una versione migliorata e prodotta su licenza per il mercato americano dalla Sentinel Arms Co. Disponibile nelle versioni con canna da 18 pollici (circa 457 mm) e con canna da 7 pollici (circa 178 mm) senza calcio;
- Cobray/SWD Streetsweeper: clone di fascia bassa dell'Armsel Striker, con poche parti in comune con il modello originale;
- Dao-12: Versione sudafricana, prodotta in numero molto limitato. In tutto il mondo sono presenti meno di 80 modelli.
- Cobray/SWD Ladies Home Companion: versione ridotta del precedente, di calibro .410.

## L'Armsel Striker nella cultura di massa
- In ambito videoludico, l'Arsenal Striker compare tra le armi dei videogiochi Resident Evil 4 (dove,in versione DAO-12, viene denominato Percussore)[2], Max Payne 2: The Fall of Max Payne (in versione Sentinel Arms Striker-12)[3], Call of Duty: Black Ops Cold War, Call of Duty: Warzone, GTA IV, Call of Duty: Modern Warfare 3, in Battlefield 3 e nel videogioco per computer Combat Reloaded.
- In ambito cinematografico, l'Armsel Striker compare nel film Desperado (in versione Sentinel Arms Striker-12).[4]